# Fleigneux
Fleigneux település Franciaországban, Ardennes megyében. Lakosainak száma 223 fő (2022. január 1.). Fleigneux Floing, Illy, Saint-Menges és Bouillon községekkel határos.

## Népesség
A település népességének változása:
| Lakosok száma | 145  | 158  | 170  | 228  | 203  | 209  | 202  | 215  | 222  | 223  |
|               | 1968 | 1982 | 1990 | 2006 | 2013 | 2015 | 2017 | 2019 | 2020 | 2022 |